# Мусонда, Лубамбо
Лубамбо Мусонда (англ. Lubambo Musonda; род. 1 марта 1995, Чилилабомбве, Коппербелт или Лусака) — замбийский футболист, защитник немецкого клуба «Магдебург» и сборной Замбии.

## Карьера

### Клубная карьера
Мусонда в 2012 году дебютировал в чемпионате Замбии в клубе «Нэшнл Эссембли». В начале 2013 года полузащитник перешёл в «Пауэр Дайнамоз».
Летом 2014 года полузащитник перешёл в армянский клуб «Улисс», в составе которого дебютировал 27 августа во встрече с «Пюником», а спустя 4 дня открыл счёт забитым мячам за новую команду.
В феврале 2015 после выступления на Кубке африканских наций Лубамбо отправился на просмотр в казахстанский «Актобе», однако руководство клуба решило не заключать контракт с замбийцем. 17 июля 2015 года Мусонда присоединился к другому армянскому клубу, «Гандзасар» из Капана. 2 августа полузащитник провёл первый матч за капанскую команду.

### Карьера в сборной
Мусонда 8 августа 2012 года дебютировал в составе сборной Замбии в товарищеской встрече со сборной Зимбабве.
6 июня 2014 года во встрече со сборной Японии полузащитник отметился первым забитым мячом в составе национальной команды.
24 декабря 2014 года замбиец был включён в предварительный состав сборной для участия в Кубке африканских наций 2015. 7 января 2015 года Лубамбо попал в окончательную заявку на турнир. В Экваториальной Гвинее полузащитник принял участие принял участие в двух матчах группового этапа, после окончания которого его команда покинула турнир.